# Tanacetum cadmeum
Tanacetum cadmeum — вид рослин з роду пижмо (Tanacetum) й родини айстрових (Asteraceae); ендемік Туреччини.

## Опис
Напівкущик заввишки 10–20 см. Прикореневі листки 2-перисто-розсічені, лінійно-ланцетоподібні за контуром, сіро запушені; кінцеві сегменти гострі, цілісні. Стеблові листки сидячі та дрібніші. Квіткових голів 10–20 у кінцевому щитку. Язичкові квітки жовті.

## Середовище проживання
Ендемік азійської Туреччини. Населяє трав'янисті місцевості на висотах 1100–2200 метрів.